# Trastorno bipolar
El trastorno bipolar, también conocido como trastorno afectivo bipolar (TAB) y antiguamente como psicosis maníaco-depresiva (PMD), es un conjunto de trastornos del ánimo que se caracteriza por fluctuaciones notorias en el humor, el pensamiento, el comportamiento, la energía y la capacidad de realizar actividades de la vida diaria.
El trastorno bipolar no es un estado de ánimo pasajero o un estado donde pueda pasarse de una emoción a otra en un corto lapso de tiempo (ej. reír mientras se está llorando). Este trastorno afecta al individuo durante meses o años por etapas, donde la calma y el comportamiento normal se intercala entre los episodios maníacos y la depresión.
La persona afectada por este trastorno alterna su estado de ánimo entre la manía o hipomanía —fase de alegría, exaltación, euforia y grandiosidad— y la depresión, con tristeza, inhibición e ideas de muerte.
Se han definido cuatro tipos de trastorno bipolar de acuerdo con la severidad y alternancia de estados de ánimo en el tiempo: trastorno bipolar tipo I, trastorno bipolar tipo II, ciclotimia y trastorno bipolar no especificado.
Debido a que el trastorno bipolar se presenta en adultos jóvenes, desencadena un alto costo social, siendo la segunda causa de discapacidad laboral a nivel mundial; además, quienes lo padecen presentan un riesgo mayor que la población general de mortalidad por suicidio, accidentes y por causas naturales como enfermedades cardiovasculares.

## Etimología
La hipótesis humoral afirmaba que la melancolía (depresión) era causada por un fluido corporal, conocido como la bilis negra, mientras que la manía (locura) era causada por otro fluido llamado entonces bilis amarilla. De allí que las palabras depresión (anteriormente llamada melancolía) y manía, tienen su etimología en la lengua griega clásica. La palabra melancolía se deriva de la palabra μἐλας, (melas), negra, y χολή, (kholé), bilis indicando los orígenes del término en las teorías de los cambios de humor de Hipócrates.
Sin embargo, los orígenes lingüísticos de manía no están tan claros. Varias etimologías son propuestas por el médico romano Celio Aureliano, incluyendo la palabra griega ania, lo que quiere decir que produce una gran angustia mental, y manos, que quiere decir relajado o suelto, lo que se podría aproximar del contexto es una mente o alma excesivamente relajada. Hay por lo menos otros cinco candidatos, y parte de la confusión que rodea la exacta etimología de la palabra manía es su variado uso en la poesía y mitología pre-Hipocrática (Angst and Marneros 2001).

## Historia
Durante casi un milenio después de la caída del Imperio romano, la hipótesis humoral de los griegos se impuso como la teoría de la causa de la depresión y la manía.
Durante el siglo II d. C. Sorano de Éfeso (98-177) describía a la manía y a la melancolía como distintas enfermedades con etiologías separadas, sin embargo, él reconocía que «muchos otros consideran a la melancolía una forma de la enfermedad llamada manía».
Los primeros escritos que describen la relación entre manía y melancolía se atribuyen a Areteo de Capadocia. Areteo fue un médico y filósofo ecléctico, que vivió en Alejandría entre los años 30 y 150 d. C. (Roccatagliata 1986; Akiskal 1996). Areteo es reconocido como el autor de los antiguos textos supervivientes donde se da un concepto unificado de la enfermedad maníaca-depresiva, viendo ambos, melancolía y manía como si tuvieran un origen común en la «bilis negra» (Akiskal 1996; Marneros 2001). Según Areteo, la manía es un aumento de la melancolía y debe entenderse como el polo opuesto a la melancolía. Su concepto del continuum del ánimo bipolar es aún más amplio que el actual, englobando incluso los trastornos esquizo-afectivos y la psicosis.
El enciclopedista chino Gao Lian (c. 1583) describe el trastorno en su libro Ocho tratados sobre el arte de vivir (遵生八笺, Ts'un-sheng pa-chien). En los siglos XVII y XVIII fueron fundamentalmente el anatomista Thomas Willis, de Oxford, Giovanni Battista Morgagni, de Padua, y Anne Charles Lorry, de París, quienes descubrieron los episodios repetitivos de manía y depresión a largo plazo.
La conceptualización psiquiátrica contemporánea de la enfermedad maníaco-depresiva es usualmente fechada cerca de 1850. El 31 de enero de 1854, Jules Baillarger describió a la Academia de Medicina del Imperio Francés una enfermedad mental de dos fases que causa oscilaciones entre la manía y la depresión. Dos semanas después, el 14 de febrero, Jean-Pierre Falret presentó una descripción a la Academia de lo que era esencialmente el mismo trastorno. Esta enfermedad fue designada como folie circulaire (locura circular) por Falret, y como folie à double forme (locura de forma dual) por Baillarger (Sedler 1983).
Emil Kraepelin (1856-1926), un psiquiatra alemán, considerado por muchos (incluyendo Hagop Akiskal) como el padre de la conceptualización moderna de trastorno bipolar, fue quien categorizó y estudió el curso natural de pacientes bipolares que no estaban siendo tratados, tiempo antes de que se descubrieran los estabilizadores del humor. Al describir a estos pacientes en 1902, él acuñó el término "psicosis maníaco-depresiva". Notó que sus pacientes bajo observación tenían unos intervalos de enfermedad, maníaca o depresiva, y generalmente después venían intervalos libres de síntomas en los que el paciente podía funcionar normalmente.
Después de la Segunda Guerra Mundial, el psiquiatra John Cade, en el Hospital Bundoora de Melbourne, Australia, estaba investigando los distintos compuestos que utilizaban los pacientes veteranos que tenían la enfermedad. En 1948, el Dr. Cade descubrió que el carbonato de litio podría utilizarse como un tratamiento eficaz para las personas que padecían la enfermedad.
Este fue el primer compuesto que demostró ser eficaz en el tratamiento de cualquier cuadro psíquico. El descubrimiento fue quizás el inicio de los tratamientos farmacológicos aplicados en psiquiatría. Este descubrimiento precedió al de los tratamientos con fenotiazinas para la esquizofrenia y el descubrimiento del tratamiento con benzodiazepina para los estados de ansiedad durante cuatro años.
El término «enfermedad maniaco-depresiva» apareció por primera vez en 1958. La actual nosología, trastorno bipolar, se volvió popular solo recientemente, y algunos individuos prefieren la terminología antigua debido a que provee de una mejor descripción de una enfermedad multidimensional que continuamente cambia.
El origen del trastorno parece ser orgánico. No se conocen todos los orígenes biológicos específicos del trastorno, aunque se cree que el mal aprovechamiento de los neurotransmisores cerebrales, serotonina y dopamina, estarían relacionados.
Al realizar una exploración por medio de una imagen por resonancia magnética (IRM) no se ven alteraciones, pero sí aparecen al realizar una prueba llamada tomografía por emisión de positrones (TEP).

## Clasificación
No hay un consenso claro sobre cuantos tipos de trastorno bipolar existen. En el DSM-IV-TR y el CIE-10, el trastorno bipolar se concibe como un espectro de trastornos que se suceden en un continuo. El DSM-IV-TR enlista cuatro tipos de trastornos del estado de ánimo que se ajustan en la categoría de bipolar: trastorno bipolar tipo I, trastorno bipolar tipo II, ciclotimia y trastorno bipolar no especificado. En el Diagnostic and Statistical Manual of Mental Disorders (DSM) (Manual Diagnóstico y Estadístico de los Trastornos Mentales) de la American Psychiatric Association (Asociación Americana de Psiquiatría) se describen dos tipos de trastorno bipolar: tipo I y tipo II.

### Trastorno bipolar tipo I
El trastorno bipolar tipo I se da en aquellos individuos que han experimentado un episodio maníaco añadido a un episodio depresivo (de acuerdo con el DSM-IV-TR). Es frecuente que los sujetos también hayan presentado uno o más episodios depresivos mayores. Para el diagnóstico de esta modalidad de acuerdo con el DSM-IV-TR son necesarios uno o más episodios maníacos o mixtos. No es necesario que exista un episodio depresivo como requisito para el diagnóstico, aunque frecuentemente aparezca. Además, según el DSM-V, antes o después del episodio maníaco, es posible que hayan ocurrido episodios hipomaníacos o episodios de depresión mayor.

### Trastorno bipolar tipo II
El trastorno bipolar tipo II se caracteriza por episodios de depresión mayor así como al menos un episodio hipomaníaco. Los episodios de hipomanía no llegan a los extremos de la manía (es decir, que no provocan alteraciones sociales u ocupacionales y carecen de rasgos psicóticos). El trastorno bipolar tipo II es mucho más difícil de diagnosticar, puesto que los episodios de hipomanía pueden aparecer simplemente como un periodo de éxito con alta productividad y suele relatarse esto con menos frecuencia que cuando se sufre una depresión. Pueden aparecer síntomas psicóticos durante los episodios de depresión mayor, pero nunca en episodios hipomaníacos. Para ambos trastornos existe un cierto número de especificadores que indican la presentación y el curso del trastorno, entre otros el de "crónico", "ciclado rápido" (cuando aparecen 4 o más episodios en el transcurso de un año), "catatónico" y "melancólico". Asimismo, de acuerdo con el DSM-V, para que se cumpla el diagnóstico de trastorno bipolar tipo II nunca debe haber ocurrido un episodio maníaco; además, la aparición de los episodios hipomaníacos y de depresión mayor no se deben explicar mejor por un trastorno esquizoafectivo, esquizofrenia, un trastorno de ideas delirantes, un trastorno esquizofreniforme, u otros trastornos psicóticos especificados o no especificados.

### Trastorno bipolar tipo III
Basado en la concepción de la bipolaridad, en 2005 el Dr. Hagop Souren Akiskal sugirió el nombre del trastorno bipolar para referirse a pacientes que presentaban demencia temprana con inestabilidad anímica, desinhibición sexual, agitación y conducta impulsiva.
El trastorno bipolar geriátrico, es la aparición de la enfermedad del trastorno bipolar en pacientes de edad avanzada de más de 50 años de vida, donde los mecanismos cerebrales que regulan el estado de ánimo se encuentran alterados, ya sea de manera estructural por herencia poligénica en los mecanismos cerebrales que regulan los estados de ánimo aunado a factores ambientales externos (fármacos, alteraciones hormonales, drogas, estrés), o bien por lesión cerebral provocando el trastorno bipolar de inicio tardío.

### Ciclotimia
La ciclotimia implica la presencia o historial de numerosos episodios de hipomanía, intercalados con episodios depresivos que no cumplen completamente los criterios para que existan episodios de depresión mayor. La idea principal es que existe un ciclado de grado bajo del estado de ánimo que aparece ante el observador como un rasgo de la personalidad, pero que interfiere con su función.
Hay variaciones de este trastorno. Los estados de ánimo cambian rápidamente (en un año se pueden manifestar entre 4 o más cambios de ánimo) como también pueden cambiar lentamente. Una vez estabilizado el paciente se reencuentra con su vida social, laboral, e incluso afectiva, evitando escaparse de sí mismo y de su entorno, para así estar en convivencia con su pareja, amigos y familiares.
En términos psiquiátricos, esto se llama ciclos rápidos o acelerados y ciclos lentos, respectivamente. Los ciclos ultrarrápidos, en donde el ánimo cambia varias veces a la semana (o incluso en un día), suelen ocurrir en casos aislados, pero es ciertamente una variable real del trastorno. Estos patrones de cambios de ánimo son asociados con ansiedad y altos riesgos de suicidios.
Algunos estudios han sugerido una relación correlativa entre la creatividad y el trastorno bipolar. Con todo, la relación entre ambas todavía permanece incierta. Hay un estudio que muestra un incremento en la creatividad, con lo cual el individuo logra obtener ciertas metas y objetivos.

### Trastorno bipolar no especificado
El trastorno bipolar no especificado es un "cajón de sastre", diagnóstico que se utiliza para indicar afecciones bipolares que no encajan en otras categorías diagnósticas. Si un individuo parece sufrir claramente de algún tipo de trastorno bipolar pero no cumple los criterios de alguno de los subtipos mencionados más arriba, se le asigna el diagnóstico de trastorno bipolar no especificado. Aunque los pacientes, por lo general, acudirán en busca de ayuda en fase depresiva, es muy importante averiguar a partir del paciente o de la familia de este, si alguna vez se ha dado algún episodio de manía o hipomanía mediante una cuidadosa interrogación. Esto evitará un diagnóstico equivocado de trastorno depresivo y evitará el uso de antidepresivos que pueden desencadenar un cambio a manía o hipomanía o inducir un ciclado rápido. Se ha desarrollado recientemente herramientas de exploración como el Hypomanic Check List Questionnaire (cuestionario sobre hipomanía mediante una lista de comprobación, HCL-32) para asistir en la tarea frecuentemente complicada de detectar los trastornos bipolares tipo II y III.

## Epidemiología

Años de vida con discapacidad por el trastorno afectivo bipolar por cada 100 000 habitantes en 2002.
no data
menos de 180
180–186
186–190
190–195
195–200
200–205
205–210
210–215
215–220
220–225
225–230
230–235

El trastorno bipolar es uno de los trastornos mentales más comunes, severos y persistentes. La prevalencia se estima entre un 0,3 y un 7% de la población general.
El trastorno empieza típicamente en la adolescencia o en la adultez temprana, y tiende a ser una condición permanente a lo largo de la vida caracterizada por altas tasas de recaída, ansiedad comórbida, trastorno por abuso de sustancias, disfunción y mortalidad prematura debida especialmente a la alta tasa de suicidio.
La prevalencia del trastorno Bipolar tipo I se sitúa entre el 0,4 y el 1,6 % de la población general según DSM-IV, siendo igual para ambos sexos y entre grupos étnicos. La prevalencia del trastorno Bipolar tipo II está en torno al 0,5 % de la población, también según DSM-IV, el cual es más prevalente en mujeres.
Un estudio, basado en estimaciones a partir del consumo de carbonato de litio, cuyo nombre comercial es Plenur, que se prescribe sobre todo para este tipo y realizado entre 1996-1998 determinó que la prevalencia en España es de 70 casos/100 000 habitantes y día, lo cual supone una prevalencia baja-media, siendo Soria la provincia con mayor prevalencia.
Valorar los datos completos de todo el espectro bipolar es una tarea más complicada, puesto que no hay un acuerdo claro sobre qué debe ser incluido en esta categoría y tampoco si existe. De acuerdo con Hagop Akiskal, (ver bibliografía), en uno de los extremos estaría el trastorno esquizoafectivo tipo bipolar, y en el otro la depresión unipolar (recurrente o no), encontrando entre ambos los trastornos de ansiedad. Este esquema incluye el trastorno disfórico premenstrual, la depresión postparto y la psicosis postparto. La ventaja de este modelo es que ayuda a explicar por qué muchas personas que padecen la enfermedad no tienen familiares en primer grado con un claro "trastorno bipolar", pero tienen miembros de la familia con antecedentes de estos trastornos.
En un estudio realizado en 2003, Hagop Akiskal M.D. y Lew Judd M.D. reexaminaron datos del estudio de referencia conocido como Epidemiologic Catchment Area (ECA, estudio epidemiológico territorial) tomados durante las dos décadas anteriores. El estudio original encontró que el 0,8 % de la población estudiada había experimentado un episodio de manía al menos en una ocasión (bastante para superar el umbral diagnóstico del trastorno bipolar tipo I) y un 0,5 % un episodio de hipomanía (suficiente para sobrepasar el umbral diagnóstico para el trastorno bipolar tipo II).
Si se efectúa una tabulación que incluya respuestas que indican un cumplimiento subumbral de criterios diagnósticos, como uno o dos síntomas durante un corto período, los autores llegaron a una cifra de un 5,1 % adicional de la población, lo cual supone que un 6,4 % del total de la población podría incluirse dentro del espectro bipolar. Estudios más recientes similares a este realizados por prominentes investigadores en el campo del trastorno bipolar muestran pruebas de una prevalencia mucho mayor de lo que se pensaba de afecciones bipolares en la población general.

## Etiología

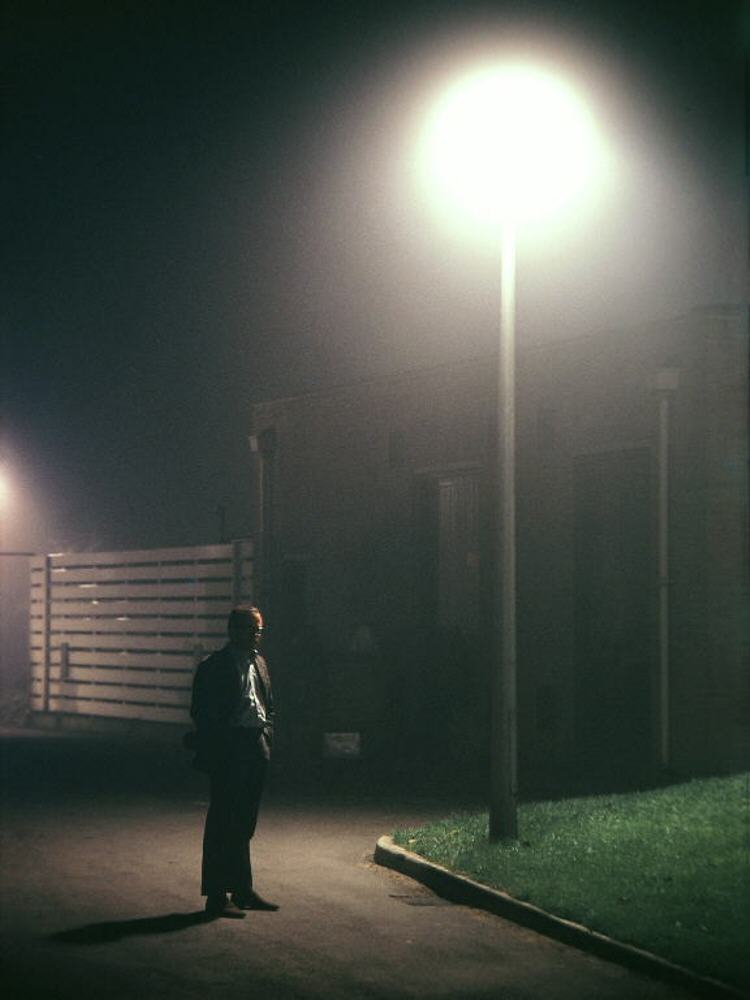
El trastorno bipolar no es ni fisiológico puro ni tampoco ambiental, es multifactorial, lo que significa que existen muchos factores genéticos y ambientales que, integrados, originan el trastorno.

No hay una causa única para el trastorno bipolar—sino el acuerdo científico es que son muchos factores que actúan en conjunto y producen la enfermedad. Debido a que el trastorno bipolar tiende a prevalecer en las familias, los investigadores han tratado de buscar un gen específico que se transfiera por generaciones y el cual pueda incrementar las posibilidades de una persona de desarrollar la enfermedad. Con ello, la búsqueda mediante investigación de genes sugiere que el trastorno bipolar, como otras enfermedades mentales, no ocurre debido a un solo gen.
Los factores psicológicos también desempeñan un importante papel en la psicopatología del trastorno, así como en los factores psicoterapéuticos—cuyo objetivo es el alivio de los síntomas centrales—, el reconocimiento de los desencadenantes de episodios, el reconocimiento de los síntomas prodrómicos antes de una recurrencia declarada y la práctica de los factores que conducen a la continuidad en la remisión (Lam et al, 1999; Johnson & Leahy, 2004; Basco & Rush, 2005; Miklowitz & Goldstein, 1997; Frank, 2005). Las modernas psicoterapias basadas en la evidencia diseñadas específicamente para el trastorno bipolar, usadas en combinación con los tratamientos farmacológicos estándar aumentan el tiempo en que el individuo está bien significativamente más que con el uso exclusivo de medicación (Frank, 2005). Estas psicoterapias son la Terapia interpersonal y de ritmo social para el trastorno bipolar, la terapia familiar dirigida al trastorno bipolar, la psicoeducación, la terapia cognitiva para el trastorno bipolar y la detección prodrómica. Sin embargo, aún no se ha podido desarrollar un modelo cognitivo exhaustivo y general del trastorno bipolar.

### Eventos exógenos
Se ha relacionado anormalidades en la función cerebral a los sentimientos de ansiedad y una menor tolerancia al estrés. Cuando encaran un acontecimiento vital negativo de importancia, provocándoles este un gran estrés, como un fracaso en un campo importante de sus actividades, podrían sufrir su primer episodio de depresión mayor. Por el contrario, cuando un individuo obtiene un gran logro podría experimentar su primer episodio maníaco o hipomaníaco. Los individuos con trastorno bipolar tienden a experimentar desencadenantes de episodio que suelen estar relacionados con acontecimientos interpersonales o relacionados con logros personales. Ejemplos de sucesos vitales interpersonales serían el enamoramiento o, por el contrario, la muerte de un amigo íntimo. Entre los sucesos vitales relacionados con logros están la aceptación dentro de una élite o, por el contrario, un despido (Miklowitz & Goldstein, 1997). Un nacimiento también puede desencadenar una psicosis postparto en las mujeres bipolares.
La "Teoría del kindling" (El kindling es un término que no se traduce. Significa astillas en inglés y se refiere a un aumento de excitabilidad en las neuronas del sistema límbico) afirma que las personas que están genéticamente predispuestas al trastorno bipolar pueden experimentar una serie de acontecimientos estresantes, cada uno de los cuales disminuye el umbral al que puede darse un cambio de estado de ánimo. Eventualmente se puede desencadenar un episodio (que de este modo se hace recurrente) por sí mismo. No obstante, no todos los individuos experimentan a consecuencia de ello episodios en ausencia de acontecimientos vitales positivos o negativos.
Los individuos con una aparición del trastorno al final de la adolescencia o en la edad adulta temprana habrán experimentado con toda probabilidad ansiedad y depresión en la infancia. Existen argumentaciones en el sentido de que la aparición en la infancia del trastorno debería ser tratado cuanto antes.
Un historial familiar de trastornos dentro del espectro bipolar puede transmitir una predisposición o carga genética a desarrollar uno de estos trastornos. Puesto que los trastornos bipolares son poligénicos, puede darse una mayor susceptibilidad a sufrir muchos trastornos bipolares y unipolares dentro del mismo pedigrí familiar. Este es frecuentemente el caso (Barondes, 1998). Los trastornos de ansiedad, los depresivos, de la alimentación, el trastorno disfórico premenstrual y la esquizofrenia pueden ser parte del historial familiar, que es a lo que se refiere el término "carga genética".
Ya que el trastorno bipolar es tan heterogéneo, es probable que las personas que lo padecen experimenten distintas manifestaciones de la enfermedad (Miklowitz & Goldstein, 1997).
Recientes investigaciones realizadas en Japón señalan una hipótesis sobre un posible origen mitocondrial de este trastorno.(Stork & Renshaw, 2005).
Una revisión de 2017 señala la relación en algunos casos con la enfermedad celíaca, enfermedad multiorgánica de base genética provocada por el consumo de gluten. También se ha documentado la relación con la sensibilidad al gluten no celíaca.

### Heredabilidad o herencia
El trastorno es prevalente según el historial familiar, es decir, que suele haber antecedentes familiares bien de trastorno bipolar o de otro tipo de trastorno del humor como la depresión. Más de dos tercios de las personas que padecen trastorno bipolar han tenido al menos un pariente cercano con el trastorno o con depresión mayor unipolar.
Cada vez existen más pruebas de un componente genético como causa del trastorno bipolar, proporcionado por algunos estudios en gemelos y de ligamiento genético. Los estudios que buscan la identificación de las bases genéticas del trastorno bipolar indican que la susceptibilidad procede de múltiples genes. Los investigadores tienen la esperanza de que identificando los genes de susceptibilidad y las proteínas que codifican se haga posible el desarrollo de mejores tratamientos e intervenciones preventivas que tengan como objetivo los procesos subyacentes de la enfermedad.
La tasa de concordancia genética en gemelos del trastorno es del 70 %. Esto significa que si una persona tiene el trastorno, un gemelo idéntico tiene un 70 % de probabilidad de padecer también el trastorno. Los mellizos tienen un 23 % de tasa de concordancia. Estas tasas no se reproducen de manera universal en la literatura. Estudios recientes han observado una tasa de aproximadamente un 40 % entre gemelos y menos de un 10 % entre mellizos. (ver Kieseppa, 2004 and Cardno, 1999).
En 2003 un grupo de investigadores de EE. UU. y Canadá publicaron un artículo que utilizaba técnicas de ligamiento genético para identificar una mutación en el gen GRK3 como posible causa de más del 10 % de los casos de trastorno bipolar. Este gen corresponde a una enzima asociada a la quinasa, cuyo nombre es quinasa del receptor de la proteína G3, que parece estar implicada en el metabolismo de la dopamina y puede proporcionar un posible objetivo para el diseño de nuevos fármacos para el trastorno bipolar.
En 2007 un estudio de ligamiento genético ha identificado algunos genes que probablemente están implicados en la etiología del trastorno bipolar, lo cual sugiere que este trastorno puede ser una enfermedad poligénica. Los investigadores encontraron una correlación entre la DGKH (la diacilglicerol kinasa η) y el trastorno bipolar. Esta enzima es clave en la ruta del fosfatidil inositol sensible al litio.
El desarrollo y aplicación de nuevas tecnologías de secuenciación ha permitido genotipar simultáneamente cientos de miles de polimorfismos (variantes genéticas comunes que se denominan SNPs por sus siglas en inglés) y han dado paso a los estudios de asociación del genoma completo (GWAS) en los que han colaborado multitud de grupos de investigación (Psychiatric Genomic Consortium) y en los que se emplean grandes muestras de casos y controles. Esta estrategia ha conducido a una proliferación de estudios y de datos prometedores. Estos estudios han demostrado convincentemente la implicación de varios genes como el CACNA1C, NCAN, ANK3, ODZ4, TRANK1 y el ADCY2 en su etiología y han confirmado el carácter poligénico del trastorno bipolar.
En 2019, el Psychiatric Genomic Consortium (PGC) analizó la información genética de 29 764 pacientes con trastorno bipolar y 169 118 controles sanos de Europa, América del Norte y Australia. Se identificaron 30 loci asociados con este trastorno, 20 no descritos previamente. Afectan a genes que codifican canales iónicos, transportadores de neurotransmisores y componentes sinápticos. Estos resultados apoyan los estudios que investigan el potencial de los fármacos antagonistas de los canales de calcio como dianas terapéuticas en el trastorno bipolar.
El análisis reveló la implicación de genes implicados en la regulación de la secreción de insulina y la señalización endocannabinoide. Según los autores del estudio, se sabe que la insulina puede actuar a nivel cerebral y que el sistema endocannabinoide podría estar involucrado en la esquizofrenia y la depresión. Por tanto, estos hallazgos proporcionan potenciales mecanismos biológicos del trastorno bipolar.
Para ayudar a dilucidar la biología subyacente del trastorno bipolar, el PGC realizó en 2021 el mayor GWAS hasta la fecha, con casi 415.000 personas, de las cuales más de 40.000 padecían trastorno bipolar. Se identificaron 64 loci asociados con un mayor riesgo, de los cuales 33 no se habían asociado previamente a este trastorno. Concretamente, se hallaron variaciones en genes implicados en vías biológicas específicas relacionadas con la señalización sináptica y en genes que se expresan en diferentes tejidos cerebrales, en particular las neuronas piramidales de la corteza prefrontal y el hipocampo.
Asimismo, la investigación detectó una asociación del trastorno bipolar con dianas farmacológicas ya empleadas para el tratamiento de otras dolencias, como los antipsicóticos, estabilizadores del estado de ánimo y antiepilépticos, los anestésicos, o los bloqueadores de los canales de calcio utilizados para tratar la hipertensión. Estos resultados abren nuevas vías de investigación para avanzar en el hallazgo de nuevas dianas terapéuticas y la posibilidad de reutilizar algunos fármacos que se emplean con otros tipos de dolencia para su tratamiento. La integración de los datos de expresión de locus de rasgos cuantitativos implicó a 15 genes fuertemente vinculados al trastorno bipolar a través de la expresión génica, que codifican dianas farmacológicas como HTR6, MCHR1, DCLK3 y FURIN.
Estos resultados sugieren que medicamentos como los bloqueadores de los canales de calcio utilizados para el tratamiento de la presión arterial alta y otras afecciones del sistema circulatorio podrían investigarse como potenciales tratamientos para el trastorno bipolar, pero es esencial evaluar directamente si estos medicamentos son efectivos con futuras investigaciones.
Además, las relaciones genéticas y potencialmente causales de diez rasgos asociados con el trastorno bipolar en estudios clínicos y epidemiológicos previos fueron investigados en detalle. Los resultados sobre la asociación entre el trastorno bipolar y alteraciones del sueño, abuso de alcohol y tabaquismo coinciden con estudios previos. Comprender la relación de estos comportamientos con este trastorno es importante para tomar decisiones destinadas a su prevención o tratamiento.
El estudio representa el primer solapamiento de loci significativos de GWAS entre diversas patologías psiquiátricas, sobre todo con la esquizofrenia y la depresión mayor, y en menor grado con la anorexia, el trastorno por déficit de atención e hiperactividad (TDAH) y el trastorno del espectro autista.
Además, este grupo internacional ha investigado si distintos subtipos de trastorno bipolar presentan diferencias genéticas. Realizaron GWAS de trastorno bipolar tipo I (25.060 casos, 449.978 controles) y tipo II (6.781 casos, 364.075 controles) e identificaron loci adicionales para cada subtipo. Encontraron que ambos subtipos estaban genéticamente correlacionados y que el de tipo I presenta una mayor correlación genética con la esquizofrenia mientras que el de tipo II es genéticamente más similar a la depresión mayor.
Estos resultados abren una vía para entender mejor el origen y los mecanismos biológicos subyacentes en este trastorno, identificando nuevas dianas terapéuticas y priorizando genes para estudios funcionales posteriores. Considerando que el número de loci significativos identificados es muy inferior que en un GWAS de esquizofrenia con tamaño de muestra similar, es esperable que en futuros estudios con un mayor número y diversidad de muestras conduzca a un importante incremento de los hallazgos genéticos.

## Patogenia
La fisiopatología y sus mecanismos subyacentes son pocos entendidos para el trastorno bipolar. La evidencia de los estudios preclínicos hasta ahora publicados sugieren que pueda compartir algunos mecanismos biológicos con la epilepsia. Se ha planteado que exista un desequilibrio entre aminoácidos excitadores, fundamentalmente glutamatos, y los inhibidores, principalmente el ácido γ-aminobutírico y la disfunción de las bombas de cationes como las bombas de sodio y calcio que explica la patogenia del trastorno bipolar y otras patologías como la epilepsia.

## Cuadro clínico
El trastorno bipolar es comúnmente encuadrado como Trastorno Bipolar Tipo I, en donde el individuo experimenta experiencias extremas de manía, o Trastorno Bipolar Tipo II, en donde los «altos» de la hipomanía no llegan hasta el extremo de la manía. Este último es mucho más difícil de diagnosticar, ya que los episodios de hipomanía pueden simplemente parecer como períodos de una alta productividad del individuo y se han reportado mucho menores que la depresión ansiosa. Puede ocurrir la psicosis, particularmente en los períodos de manía. También nos encontramos con subtipos de «ciclos acelerados».En los episodios depresivos, las personas pueden presentar síntomas como pérdida de interés en actividades que antes disfrutaban, fatiga persistente, dificultades para concentrarse o pensamientos recurrentes de inutilidad. Estos episodios, al igual que la manía, generan un impacto significativo en el funcionamiento cotidiano. Debido a que en los problemas relacionados con los cambios de humor hay tantas variaciones en cuanto a su severidad y a su naturaleza, el concepto de espectro bipolar es usualmente utilizado, incluyendo en él la ciclotimia. No hay consenso en cuanto a la cantidad de «tipos» existentes de trastorno bipolar (Akiskal and Benazzi, 2006). Muchas personas con trastorno bipolar experimentan una severa ansiedad y son muy irascibles cuando se encuentran en un período maníaco (hasta el punto de la furia), mientras que otros se vuelven eufóricos y grandilocuentes.

### Período depresivo

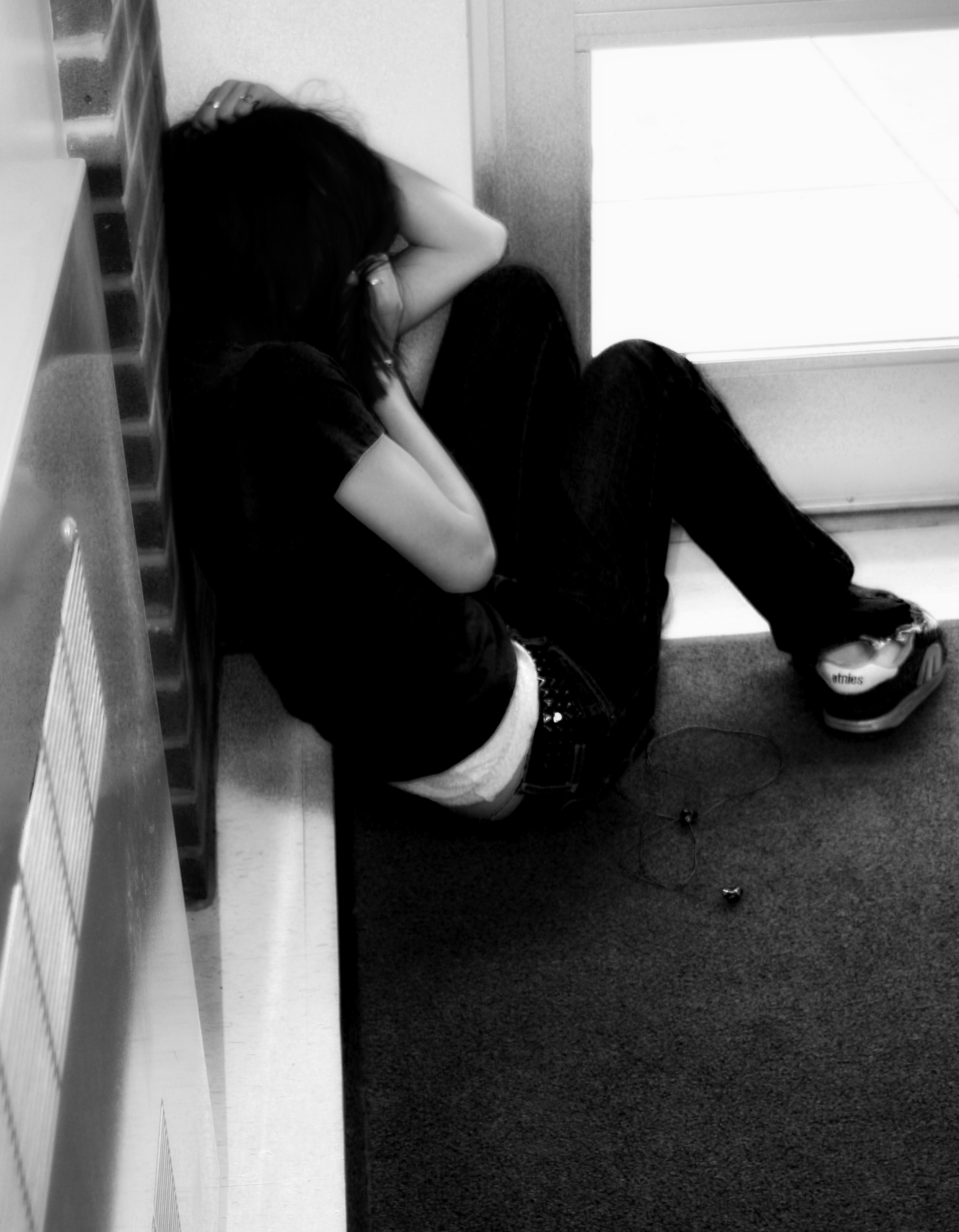
Una disminución del interés en las actividades diarias y/o placer producido por las actividades cotidianas pueden ser signos de la fase depresiva del paciente bipolar.

Las señales y los síntomas del período depresivo en el trastorno bipolar incluyen (pero en ningún sentido se limitan solo a ellos): sentimientos constantes de tristeza, ansiedad, culpa, ira y soledad y/o desesperanza, desórdenes de sueño, apetito, fatiga, pérdida de interés por actividades de las que la persona antes disfrutaba, problemas de concentración, odio hacia uno mismo, apatía o indiferencia, despersonalización, perdida de interés en la actividad sexual, timidez o ansiedad social, irritabilidad, dolor crónico (con o sin causa conocida), falta de motivación, e incluso ideas suicidas.
Durante la fase depresiva el paciente puede presentar:
- Pérdida de la autoestima.
- Desánimos continuos.
- Ensimismamiento.
- Sentimientos de desesperanza o minusvalía.
- Sentimientos de culpabilidad excesivos o inapropiados.
- Fatiga (cansancio o aburrimiento) que dura semanas o meses.
- Lentitud exagerada (inercia).
- Somnolencia diurna persistente.
- Insomnio.
- Problemas de concentración, fácil distracción por sucesos sin trascendencia.
- Dificultad para tomar decisiones y confusión general enfermiza, ejemplos: deciden un cambio repentino de empleo, una mudanza, o abandonar a las personas que más aman como puede ser una pareja o un familiar (cuando el paciente es tratado a tiempo deja de lado las situaciones "alocadas" y regresa a la vida real, para recuperar sus afectos y su vida).
- Pérdida del apetito.
- Pérdida involuntaria de peso.
- Pensamientos anormales sobre la muerte.
- Pensamientos sobre el suicidio, planificación de suicidio o intentos de suicidio.
- Ver los logros personales como parte del azar y con una prognosis negativa del futuro (logré eso por suerte, pero si sigo seguro fallaré).

### Período maníaco

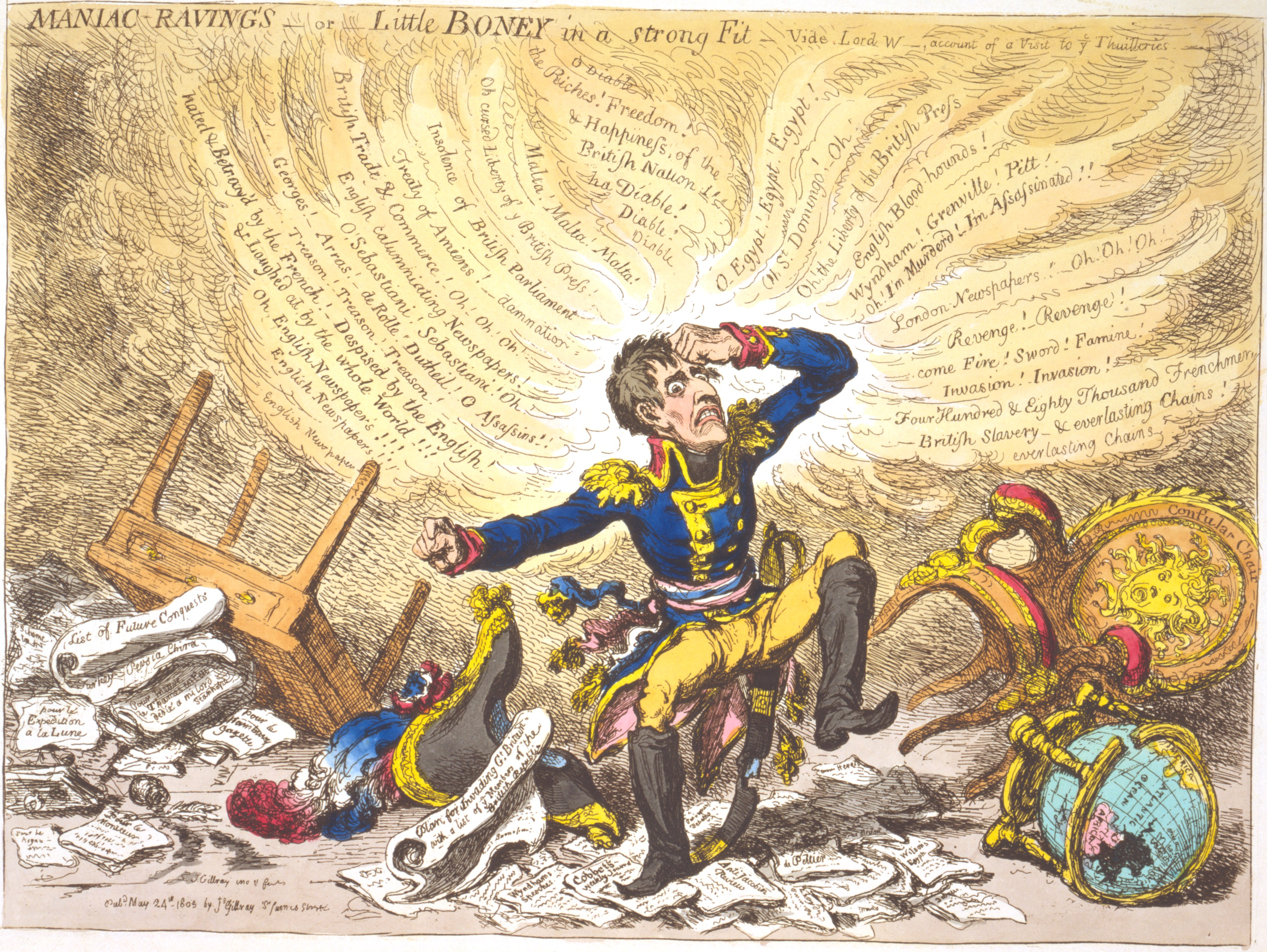
Las personas que se encuentran en un episodio maníaco pueden estar eufóricas, irritables y/o suspicaces, con un incremento en sus actividades y cualidades tanto físicas como mentales.

El incremento en la energía y en las actividades es muy común; suele tener verborrea. La necesidad de dormir se encuentra disminuida. La persona suele distraerse rápidamente y puede manifestar e incluso llevar a la práctica ideas irreales, grandilocuentes y sobre optimistas. Las facultades sociales se ven disminuidas, y las ideas poco prácticas suelen llevar a indiscreciones tanto financieras como amorosas.
En la fase maníaca se pueden presentar:
- Exaltación del estado de ánimo.
- Aumento de las actividades orientadas hacia metas, delirios de grandeza, creencias falsas en habilidades especiales. Si los contradicen suelen enfadarse y volverse paranoicos, (pensar que el mundo está en su contra).
- Ideas fugaces o pensamiento acelerado (taquipsiquia).
- Enfadarse por cualquier cosa.
- Autoestima alta.
- Menor necesidad de dormir.
- Agitación.
- Verborrea o habla apresurada (hablar más de lo usual o tener la necesidad de continuar hablando).
- Incremento en la actividad involuntaria (es decir, caminar de un lado a otro, torcer las manos).
- Inquietud excesiva.
- Aumento involuntario del peso.
- Bajo control del temperamento.
- Patrón de comportamiento irresponsable.
- Hostilidad.
- Aumento en la actividad dirigida al plano social o sexual.
- Compromiso excesivo y dañino en actividades placenteras que tienen un gran potencial de producir consecuencias dolorosas (andar en juergas, tener múltiples compañeros sexuales, consumir alcohol y otras drogas).
- Creencias falsas (delirios místicos y otros).
- Alucinaciones.

### Hipomanía
La hipomanía es generalmente un episodio destructivo menor que la manía, y las personas que se encuentran en este episodio usualmente experimentan los síntomas de la manía en menor grado o menos síntomas. La duración es regularmente menor que la manía. Este es considerado como un período «artístico» del desorden, que se caracteriza por una gran cantidad de ideas, un pensamiento extremadamente ingenioso, y un incremento en la energía.

### Período mixto
En el contexto del trastorno bipolar los períodos mixtos son aquellos en los cuales la manía y la depresión clínica ocurren simultáneamente (por ejemplo, la agitación, ansiedad, agresividad, confusión, fatiga, impulsividad, las ideas suicidas, el pánico y la paranoia, ideas de persecución, verborrea, pensamiento veloz y furia).
Los episodios mixtos suelen ser los más volátiles dentro del estado bipolar, debido a que los estados pueden ser activados o desencadenados de forma rápida y simple. Los intentos suicidas, el abuso de substancias psicotrópicas y dañarse a sí mismo suele ocurrir en este estado.

### En el anciano
La depresión es el trastorno afectivo más frecuente en el adulto mayor aun cuando su presencia puede pasar desapercibida, el ánimo triste no debería formar parte del envejecimiento normal y no es un acompañamiento natural e inevitable del declive de la actitud social. Existen dos formas básicas de quien padece esta depresión: La exógena (reactiva) que obedece a causas externas bien definidas y a los substratos biológicos que determinan las alteraciones en la homeostasis, y por ende, en la función cerebral. Las causas endógenas, no tiene causa externas manifiestas, lo cual lleva a considerarlas más bien una alteración biológica como ocurre en las psicosis bipolar o unipolar.
Es preciso aclarar que el cuadro clínico se puede presentar de forma distinta según sea el caso, que el adulto mayor con TAB desde edad temprana o intermedia de su vida o que la enfermedad se haya instaurado después de los 60 años. En el primer caso existe la posibilidad de que las manifestaciones cínicas afectivas no disminuyan con la edad sino al contrario, el paciente puede convertirse en un "ciclador rápido" con crisis frecuentes y pronunciadas, con actitud agresiva y hostil, ideas paranoides de celotipia, de persecución, de desconfianza hacia familiares y allegados, siendo estos los síntomas de exaltación y alegría menos pronunciados.
Cuando el TAB se manifiesta por primera vez en la vejez puede que esté asociado a otro tipo de enfermedades neurológicas u orgánicas generales, y está asociada con deterioro neurológico y cognoscitivo como: patología cerebrovascular, tumores cerebrales, traumatismo cerebral, cirugías que afecten tálamo o hemisferio derecho cerebral, infecciones del sistema nervioso central, enfermedad de Parkinson, deficiencia de folatos y vitamina B12, neurolúes y VIH, síndrome carcinoide, insuficiencia renal y hemodiálisis.
Los síntomas pueden presentarse a consecuencia de fármacos como antidepresivos, corticoides, agonistas, dopaminérgicos, benzodiacepinas y anfetaminas. Investigaciones de últimos años han encontrado la existencia del deterioro cognoscitivo en los ancianos con TAB a pesar de haberse aplicado diversas metodologías.
Si el deterioro cognoscitivo está originado por el TAB o es parte de otros fenómenos, como enfermedades concomitantes, utilización de medicamentos dependiendo el tipo de los mismos y el tiempo de consumo, factores como el impacto de las condiciones de vida sociofamiliares y situaciones de estrés.

### Recaídas
Algunas personas, incluso estando medicadas, pueden experimentar episodios del trastorno en un nivel menor, o, incluso llegando a experimentar episodios completos de manía o depresión. De hecho, algunos estudios recientes han descubierto que el trastorno bipolar está "caracterizado por un bajo porcentaje de recuperación, un alto porcentaje de recaída, y un funcionamiento regular entre los distintos episodios". El estudio además confirmó la seriedad del trastorno en cuanto a que las personas con un "trastorno bipolar estándar han duplicado las posibilidades de muerte". El trastorno bipolar está actualmente considerado como "posiblemente la categoría más costosa de trastornos mentales en los Estados Unidos".
Los siguientes comportamientos pueden llevar a recaídas, tanto maníacas como depresivas:
- La descontinuación o terminación de la medicación sin consultar con su médico.
- Estar mal medicado. Generalmente el tomar una dosis menor de un estabilizador de ánimo puede llevar a una manía. El tomar una menor dosis de antidepresivos puede causar una recaída depresiva, mientras que dosis muy elevadas pueden llevar a episodios mixtos o episodios de manía.
- El tomar drogas duras —sean medicamentos o no— tales como la cocaína, alcohol, anfetaminas u opioides. Estas tienden a empeorar los episodios.
- El dormir demasiado o muy poco. Dormir demasiado (posiblemente causado por la medicación) puede llevar a la depresión, mientras que el dormir muy poco puede conducir a episodios mixtos o maniacos.
- La cafeína puede causar desórdenes en el ánimo que pueden conducir a la irritabilidad, la disforia y la manía.
- Usualmente los pacientes tienden a automedicarse, siendo la drogas más comunes el alcohol y la marihuana. Algunas veces se vuelven hacia las drogas duras. Estudios han demostrado que el fumar tabaco induce un efecto calmante en la mayoría de los pacientes, y un alto porcentaje de las personas que sufren del trastorno suelen fumar tabaco.[49]

### Rasgos asociados
Los rasgos asociados son fenómenos clínicos que suelen acompañar al trastorno pero que no son parte de los criterios diagnósticos del trastorno.

#### Deterioro cognitivo
Estudios recientes han observado que el trastorno bipolar implica ciertos déficit o deterioros cognitivos, incluso en estados de remisión.
La doctora Deborah Yurgelun-Todd del Hospital McLean de Belmont, Massachusetts ha argumentado que estos déficits deberían ser incluidos como rasgos fundamentales del trastorno bipolar, de acuerdo con McIntyre y otros (2006). 

Los resultados de los estudios tocan ahora la cuestión de que los déficits neurocognitivos son el rasgo primario del trastorno bipolar. Son altamente prevalentes y persisten en ausencia de una sintomatología abierta. Aunque se ha publicado la presencia de anormalidades neurocognitivas dispares, los problemas de los que se ha informado de manera más consistente son los de desajustes en la atención, en la memoria visual y la función ejecutiva.

 No obstante, en el ejemplar de abril-junio de 2007 del Journal of Psychiatric Research, un equipo de investigadores españoles publicaron que las personas que padecían trastorno bipolar I y a su vez tenían un historial de síntomas psicóticos no experimentaban necesariamente un incremento del deterioro cognitivo.

#### Suicidio
Las personas que padecen de trastorno bipolar tienen una posibilidad incrementada tres veces mayor de poder llegar a suicidarse que la de aquellos que padecen de depresiones mayores (12 % a 30 %). Aunque muchas de las personas que sufren del trastorno realmente nunca llegan a suicidarse, el promedio anual de suicidio en hombres y mujeres diagnosticadas con la enfermedad (0,4 %) es de 10 hasta 20 veces mayor que en la población general.
Individuos que padecen del trastorno tienden a tener tendencias suicidas, especialmente durante los estados mixtos de hipomanía y depresión agresiva.

## Diagnóstico
| Tabla1: Comorbilidad del trastorno bipolar con otras afecciones | Tabla1: Comorbilidad del trastorno bipolar con otras afecciones | Tabla1: Comorbilidad del trastorno bipolar con otras afecciones |
| Trastorno comórbido                                             | Media de comorbilidad (%) Michel Golon                          | Rango entre estudios (%)                                        |
| Trastornos eje I<                                               | 65                                                              | 50-70                                                           |
| Abuso de substancias                                            | 56                                                              | 34-60                                                           |
| Alcoholismo                                                     | 49                                                              | 30-69                                                           |
| Otras drogas                                                    | 44                                                              | 14-60                                                           |
| Trastornos de ansiedad                                          | 71                                                              | 49-92                                                           |
| Fobia social                                                    | 47                                                              |                                                                 |
| TPEPT                                                           | 39                                                              |                                                                 |
| Trastornos de pánico                                            | 11                                                              | 3-21                                                            |
| TOC                                                             | 10                                                              | 2-21                                                            |
| Trastorno hiperfágico                                           | 13                                                              |                                                                 |
| Trastornos de la personalidad                                   | 36                                                              | 29-38                                                           |
| Trastornos de sueño                                             |                                                                 |                                                                 |
| Migrañas                                                        | 28                                                              |                                                                 |
| Sobrepeso                                                       | 58                                                              |                                                                 |
| Obesidad                                                        | 21                                                              |                                                                 |
| Diabetes tipo II                                                | 10                                                              |                                                                 |
| Hipotiroidismo                                                  | 9                                                               |                                                                 |
| --------------------------------------------------------------- | --------------------------------------------------------------- | --------------------------------------------------------------- |

El diagnóstico se basa en las experiencias de las que informa el propio paciente así como anormalidades en la conducta referidas por los miembros de la familia, amigos o compañeros de trabajo, seguido por los signos secundarios observados por un psiquiatra, enfermero, trabajador/a social, psicólogo clínico u otro diagnosticador cualificado mediante una evaluación clínica. Existe una lista de criterios que se deben cumplir para que alguien reciba el diagnóstico. Estos dependen tanto de la presencia como de la duración de determinados signos y síntomas.
Los criterios que más se utilizan habitualmente para diagnosticar el trastorno bipolar son los expuestos en el Manual Diagnóstico de los Trastornos Mentales, que actualmente está en su quinta edición (DSM-V) y también la Clasificación Estadística Internacional de Enfermedades y Problemas Relativos a la Salud de la OMS, que actualmente están en la versión CIE-11. Estos últimos criterios son más utilizados en los países europeos mientras que los criterios del DSM se usan en los Estados Unidos de América o en el resto del mundo, y también son los que prevalecen en los estudios de investigación.
La característica principal es que es «cíclica» (bipolar), es decir etapas normales seguidas de períodos, episodios o etapas maníacas o depresivas, por separado o alternándose.
Las personas que padecen de este trastorno viven cuando están con crisis en los dos extremos opuestos de la vida; cuando están «deprimidas», pierden el interés en la vida, llegando a pensar en la muerte y en el suicidio para dejar de sufrir.
De igual modo, cuando están contentos, se llenan de «euforia» y ven todo de color rosa, se sienten capaces de hacer cualquier cosa, y llegan al extremo de no dormir por considerar que es una actividad innecesaria dentro de su nueva faceta de "inacabable movilidad". En algunos casos la euforia es tal que pueden llegar a cometer acciones que en un estado de conciencia normal no harían, como consumir drogas o gastar dinero hasta la ruina económica propia y familiar.
Aparece alrededor de los 20 años, pero también puede aparecer antes o después. A veces empieza a manifestarse después de un parto.
Los períodos en los cuales el afectado suele estar deprimido o eufórico suelen ser variables y están relacionados con cambios meteorológicos y de estación, o a circunstancias de la vida (acontecimientos vitales). Entre cada fase, el afectado está en un estado normal.
Se dice que de cada 1000 personas, 10 o 15 padecen el trastorno bipolar, y si uno de los padres la padece, la posibilidad de que los hijos la padezcan aumenta hasta en un 15 %, pero la heredabilidad general de este trastorno es de un 80 %.

### Evaluación inicial
La evaluación inicial incluye una historia clínica comprensiva y un examen físico por un facultativo. Aunque no existen exámenes biológicos que confirmen el trastorno bipolar, se llevan a cabo otros para excluir otras enfermedades que se suelen presentar con síntomas psiquiátricos. Tales pueden ser el análisis de sangre, TSH para excluir hipotiroidismo o hipertiroidismo, electrolitos básicos y calcio sérico para excluir alteraciones del metabolismo, un hemograma que incluya una VSG, para excluir una infección por sífilis o HIV; dos pruebas que se suelen encargar habitualmente son la EEG para excluir la epilepsia y una Tomografía axial computerizada de cabeza para excluir lesiones cerebrales.
Las pruebas no se repiten generalmente tras las recaídas a menos que exista una indicación médica específica. Entre estas puede hacerse una prueba de glucosa en sangre si se ha prescrito anteriormente olanzapina. También se puede determinar los niveles sanguíneos de litio o valproato para comprobar si la medicación es adecuada o tóxica, pruebas de la función renal o tiroidea si se ha seguido un tratamiento con litio y se ha tomado regularmente. La evaluación y el tratamiento se efectúan habitualmente en tratamiento ambulatorio; la admisión en internación se tiene en cuenta en caso de riesgo para uno mismo o para los demás.

### Demora en el diagnóstico
Las manifestaciones conductuales del trastorno bipolar frecuentemente no son comprendidas por los pacientes ni reconocidas por los profesionales de la salud mental, de modo que el diagnóstico se podría demorar en ocasiones durante 10 años o más. Esta dilación en el tratamiento aparentemente no está decreciendo, incluso cuando ahora existe una concienciación pública creciente en publicaciones populares y páginas web sobre salud. En el mundo anglosajón, por ejemplo, se han emitido programas especiales de televisión, como el de la BBC titulado "La Vida Secreta del Maníaco-Depresivo", programas como el de la MTV Vida real (True Life): Soy Bipolar, (I'm Bipolar), talk shows, programas de radio y una mayor disposición de personajes públicos a discutir su propio trastorno bipolar han despertado un interés público creciente en las afecciones psiquiátricas. A pesar de este aumento de interés, es común que los individuos reciban diagnósticos erróneos.

### Niños
Habitualmente los niños, con trastorno bipolar no cumplen estrictamente con la definición del DSM-IV, tendiendo a mostrar patrones de ciclado rápido o mixto. Tradicionalmente se ha afirmado que la incidencia en este grupo de edad es muy rara. En septiembre de 2007, expertos de Nueva York, Maryland y Madrid observaron que el número de niños y adolescentes tratados de trastorno bipolar se incrementaron en cuarenta veces más desde 1994 a 2003 y ha continuado incrementándose desde entonces. La conclusión era que los médicos habían aplicado más agresivamente el diagnóstico a los niños y no que hubiera crecido la incidencia. El estudio calculó el número de visitas que se incrementaron, de 20 000 en 1994 a 800 000 en 2003 o el 1 % de la población menor de 20 años.
Es frecuente que se diagnostiquen otras afecciones psiquiátricas a los niños bipolares. Estos diagnósticos adicionales pueden ser problemas concurrentes o pueden ser diagnosticados erróneamente como trastorno bipolar. Entre las afecciones comórbidas se puede encontrar la depresión, el Trastorno por déficit de atención con hiperactividad, la esquizofrenia y el síndrome de la Tourette. Además algunos niños con historiales de abuso o negligencia podrían sufrir trastorno bipolar tipo I. Se da una alta comorbididad entre el Trastorno reactivo del apego y trastorno bipolar tipo I, encontrándose en el sistema de salud estadounidense aproximadamente el 50 % de los niños que habían sido diagnosticado del primero, también tenían trastorno bipolar I.

### Otros modelos teóricos
La inestabilidad es la naturaleza fundamental del trastorno bipolar. Entre los marcadores biológicos del trastorno en continuo cambio, tanto individual como colectivamente, están la energía, el estado de ánimo, las formas de pensamiento, el sueño y la actividad. Los subtipos diagnósticos del trastorno bipolar son de ese modo descripciones estáticas —instantáneas, quizás— de una enfermedad en continuo cambio, con una gran diversidad de síntomas y grados variantes de gravedad. Los afectados podrían permanecer en un subtipo o cambiar a otro durante el curso de la enfermedad. El DSM V, que será publicado en 2011, incluirá probablemente una subdivisión en subtipos más precisa (Akiskal and Ghaemi, 2006).
El bipolar "paranoide" con delirios de persecución, por lo general piensan que todos están en su contra o no responden a sus exigencias, así también creen que quieren coartar sus proyectos por envidia, maldad, o interferencia.

## Diagnóstico diferencial
Hay varias enfermedades psiquiátricas que pueden presentar síntomas similares. Entre otras están la esquizofrenia, intoxicación por drogas, psicosis breve inducida por fármacos, Trastorno esquizofreniforme y trastorno límite de la personalidad.
Este último es importante puesto que ambos diagnósticos implican síntomas comúnmente conocidos como "cambios de humor". En el trastorno bipolar, el término se refiere a los episodios cíclicos de ánimo elevado o deprimido que dura generalmente semanas o meses (aunque existe una variante cicladora rápida de más de cuatro episodios anuales). En el contexto del Trastorno límite, sin embargo, el término se refiere a la marcada labilidad emocional y reactividad del estado de ánimo conocido como desregulación emocional, debido a una respuesta a estresantes psicosociales externos e intrasíquicos. Estos pueden surgir o desaparecer súbita y dramáticamente y durar segundos, minutos, horas o días. Un trastorno bipolar es generalmente más incidente sobre el sueño, el apetito y un estado de ánimo no reactivo, mientras que este permanece marcadamente reactivo en la distimia y en el trastorno límite y los trastornos del sueño no son agudos.
Se ha debatido la relación entre el trastorno bipolar y el trastorno límite de la personalidad. Algunos sostienen que el último representa una forma subumbral de trastorno afectivo, mientras que otros mantienen la distinción, aunque advierten que a menudo pueden coexistir.

## Tratamiento
Actualmente existen diferentes tratamientos para el trastorno bipolar y en muchos casos se produce recuperación. El objetivo del tratamiento consiste en un control eficaz del curso de la enfermedad a largo plazo, lo cual puede suponer el tratamiento de los síntomas emergentes. Para lograrlo se emplean técnicas farmacológicas y psicológicas. El tratamiento farmacológico se basa en el uso de estabilizadores del estado de ánimo y de diversas técnicas psicológicas, entre las que destaca la psicoeducación o la terapia interpersonal y del ritmo social.
En cuanto al aspecto social, se debe buscar la plena integración en el entorno. Para ello es condición prioritaria la 'normalización' de este y los demás trastornos mentales. La erradicación del estigma, de los estereotipos, prejuicios y rechazos con que se carga a las personas que padecen problemas de salud mental<60><Vargas-Huicochea & Berenzon-Gorn, 2012>, es el mejor instrumento para que la propia persona afectada reduzca sus niveles de estrés psicosocial, que en muchas ocasiones son los que le provocan los cambios de humor extremos.
La meta del tratamiento es evitar las crisis y minimizar o eliminar los síntomas sub-sindrómicos.
En realidad el tratamiento del trastorno bipolar es simple si consideramos los siguientes aspectos:
1. El pilar del tratamiento son los estabilizadores del estado de ánimo (litio, valproato, carbamazepina, oxcarbazepina, lamotrigina, topiramato).
2. Los antipsicóticos atípicos no son estabilizadores del estado de ánimo y su uso debe limitarse a los periodos de crisis, y siempre en combinación con un estabilizador del estado de ánimo. Su uso en monoterapia posee un impacto neurocognitivo deteriorante para el paciente.
3. Los antidepresivos tampoco son estabilizadores del estado de ánimo y deben evitarse en pacientes bipolares porque aumentan la frecuencia del ciclado, favorecen la aparición de episodios mixtos y pueden producir viraje a manía. Cuando su uso es imprescindible deben usarse solo durante las crisis y asociados a un estabilizador del ánimo.

### Estabilizantes del estado de ánimo
Los estabilizantes del estado de ánimo sirven para hacer que el estado de ánimo permanezca estable sin altibajos y así mismo prevenir o mitigar episodios de manía o depresivos. Entre los medicamentos de este tipo que han demostrado su eficacia está el litio que viene usándose desde hace mucho tiempo.

### Anticonvulsivantes
Los anticonvulsivos o anticonvulsivantes son unos fármacos que originalmente se usaban con enfermos de epilepsia pero no se tardó en descubrir su eficacia en el tratamiento de los trastornos del humor. Entre los anticonvulsivantes más efectivos para la estabilización del humor figuran el ácido valproico, comercialmente distribuido en España como Depakine, en EE. UU. como Depakote y en Argentina como Valcote, la carbamazepina o Tegretol y la lamotrigina o Lamictal. El Lamictal forma parte de un grupo de anticonvulsivos más recientes que incluyen la oxcarbazepina (Trileptal) y el topiramato (Topamax).
El ácido valproico es un anticonvulsivante no relacionado químicamente con otros anticonvulsivos y merece una sección especial. El divalproex sódico (Depakote) es un derivado del ácido valproico liberado y absorbido desde el intestino más lentamente que el ácido valproico. El Depakote retard es un derivado más potente que el divalproex sódico cuya ingesta debe llevarse a cabo con menor frecuencia que el Depakote.

### Antipsicóticos
Dentro de los antipsicóticos cabe incluir dos tipos: los tradicionales y un grupo de antipsicóticos nuevos o antipsicóticos de nueva generación llamados antipsicóticos atípicos por tener características químicas diferentes de los antipsicóticos tradicionales.
Dentro del grupo de los antipsicóticos tradicionales cabe incluir los siguientes fármacos:
- Clorpromazina clorhidrato (Largactil y Vesigraf, en España; Thorazine, en EE. UU.).
- Flufenazina decanoato (Modecate, en España; Prolixen, en EE. UU.).
- Haloperidol (Haloperidol, en España y EE. UU.).
- Perfenazina (Decentan y Norfenazin, en España; Trilafon, en EE. UU.).
- Tiotixeno (no comercializado en España; Navane, en EE. UU.).
- Trifluoperazina diclorhidrato (Eskazine, en España; Stelazine, en EE. UU.).

El conjunto de antipsicóticos atípicos está creciendo enormemente en los últimos tiempos y entre ellos cabe incluir los siguientes:
- Risperidona (en EE. UU. se comercializa como Risperdal o Risperidol; en España es más común como Risperdal aunque existe una larga lista de versiones comerciales entre ellas: Arketin, Atornil, Diaforin, Risfarmal; en México se comercializa como Risperdal).
- Olanzapina (en España, EE. UU. y México., Zyprexa; Zydis, solamente en EE. UU., Chile y México).
- Quetiapina (Seroquel, en España y EE. UU.).
- Aripiprazol (Abilify, en España, EE. UU. y México).
- Ziprasidona (Zeldox, en España; Geodon, en EE. UU.).
- Clozapina (Leponex, en España y EE. UU.; Clozaril, en EE. UU.).
- Lurasidona (Latuda en EE. UU. y Lurap en Argentina).

Todos los antipsicóticos atípicos están aprobados por la FDA estadounidense para el tratamiento de estados agudos de manía.
Lurasidona esta aprobada por FDA para el tratamiento del estado depresivo en el Trastorno Bipolar Tipo I.

### Antidepresivos
Los antidepresivos como su propio nombre indica son medicamentos que se usan para combatir la depresión o estados depresivos más o menos profundos.
Existen tres tipos básicos de antidepresivo: los antidepresivos tricíclicos que son los más antiguos, los inhibidores de la recaptación de la serotonina y los Inhibidores de la monoaminooxidasa.

#### Antidepresivos tricíclico
La lista de antidepresivos tricíclicos, que son los más antiguos, es relativamente larga, pero se citará algunos ejemplos solamente:
- Amitriptilina clorhidrato (Tryptizol, España; Elavil, EE. UU.).
- Clomipramina (Anafranil, España y EE. UU.).
- Doxepina (Sinequan, España, EE. UU. y México.).
- Imipramina (Tofranil, España y EE. UU.).
- Maprotilina clorhidrato (Ludiomil, España y EE. UU.).
- Nortriptilina (Paxtibi, España; Motival, México; Pamelor, EE. UU.).

#### Antidepresivos inhibidores de la reabsorción selectiva de la serotonina
- Fluoxetina (Prozac, España, México y EE. UU.).
- Moclobemida (Manerix, España y EE. UU.).
- Paroxetina (Daparon y Paratonina, España; Paxil, México y EE. UU.).
- Citalopram (Citaleq, Prisdal y Seropram, España; Seropram, EE. UU.).
- Bupropión hidrocloruro (Geronplase, Quomem y Zintabac, España; Wellbutrin y Wellbutrin retard, EE. UU.).
- Venlafaxina clorhidrato (Dobupal o Vandral, España; Effexor, EE. UU.).
- Sertralina clorhidrato (Aremis y Besitran, España; Serolux y Prosertin, México; Zoloft, EE. UU).
- Escitalopram (Cipralex y Esertia, España; Esertia, México).

#### Antidepresivos inhibidores de la monoaminooxidasa
Fenelzina (Nardil, EE. UU., Reino Unido). En España no existe actualmente comercializado ningún IMAO. En Argentina existe la tranilcipromina.

#### Benzodiazepinas
Se usan fundamentalmente para tratar los estados de ansiedad asociados a los diferentes estados del trastorno bipolar. Entre las benzodiazepinas cabe incluir las siguientes:
- Alprazolam (Trankimazin, España; Xanax, EE. UU.; Alzam, México; Alplax, Argentina).
- Clordiazepóxido (Huberplex, España; Librium, EE. UU.).
- Clonazepam (Rivotril, en España y Argentina; Clonax en Argentina; Klonopin, en EE. UU.).
- Clorazepato dipotásico (Tranxilium, España; Tranxene, EE. UU.).
- Diazepam (Valium, España y EE. UU.)[72].
- Lorazepam (Idalprem u orfidal, España y EE. UU.).
- Bromazepam (Lexatin, España; Lexotanil, Argentina).

En términos generales, los estabilizadores del estado de ánimo son más eficaces en el tratamiento y la prevención de episodios maníacos asociados al trastorno bipolar. Sin embargo, otras medicaciones (p.ej. lamotrigina, fluoxetina, quetiapina) también han demostrado eficacia para el tratamiento de la depresión bipolar. Para una mejor respuesta terapéutica se pueden combinar estabilizadores del estado de ánimo con antipsicóticos cuando en cuadro maníaco presenta síntomas positivos de la esquizofrenia (alucinaciones e ideas delirantes) o bien se pueden combinar con algún antidepresivo cuando hay predominancia de ciclados a la depresión.
Se desaconseja su uso en embarazadas, sobre todo en el primer trimestre y durante la lactancia. Si es absolutamente necesario su uso en el resto del embarazo (de 4 a meses en adelante) se puede utilizar dosis muy bajas, junto con ácido fólico, y se debe retirar gradualmente al menos una semana antes de la fecha calculada de parto.
Como último recurso en caso de trastornos refractarios graves se puede utilizar Terapia Electro Convulsiva.

#### Efectos secundarios
En medicina, toda medicación tiene efectos secundarios y la empleada en el trastorno bipolar no constituye una excepción. Es importante hacer notar que cada medicación está asociada a un perfil único de efectos secundarios.
El litio está vinculado con desarreglos gastrointestinales, (náuseas, diarreas), problemas de memoria, ganancia de peso y otros. El aumento de la dosis corresponde con más efectos secundarios, pero dosis menores (dentro de la ventana terapéutica) tienen pocos o ningún efecto secundario.
Los anticonvulsivos suelen provocar sedación, ganancia de peso, alteraciones de electrolitos y otros efectos secundarios. Si no se tolera bien un anticonvulsivo, es recomendable probar con otro. Una combinación de dos o más anticonvulsivos suele ofrecer resultados reduciendo la dosis eficaz de cada uno de ellos y disminuyendo los efectos secundarios.
El perfil de efectos secundarios de los antipsicóticos atípicos varía ampliamente entre agentes. En términos generales, el más común de estos efectos es la sedación y las alteraciones metabólicas (p.ej. ganancia de peso, dislipemia, hiperglucemia). También puede provocar efectos secundarios extrapiramidales e inquietud. Los Antipsicóticos atípicos también conllevan un riesgo de provocar discinesia tardía. No obstante, el riesgo con los antipsicóticos atípicos más recientes es mucho menor que el asociado con la generación anterior (p.ej con haloperidol). Se piensa que el riesgo de discinesia tardía está proporcionado a la duración del uso de neurolépticos (aumenta aproximadamente en un 5% anual en pacientes no ancianos tratados con los antiguos antipsicóticos). Pacientes y facultativos necesitan poner atención y vigilar los síntomas de estos efectos secundarios cuidadosamente para que se pueda reducir su dosis o cambiarlo por otra medicación antes de que el mal progrese. El facultativo, por supuesto, debería ser consultado antes de realizar cualquier cambio en la dosis.
Un estudio reciente a gran escala encontró que la depresión grave en pacientes con trastorno bipolar no responde mejor a una combinación de antidepresivos y estabilizantes del estado de ánimo que a estos últimos solamente. Es más, este estudio financiado con fondos federales encontró que no precipita la emergencia de síntomas maníacos en pacientes con trastorno bipolar.
Las medicaciones funcionan de diferente forma en cada persona y lleva un tiempo considerable determinar en cada caso en particular si un cierto fármaco es completamente eficaz y puesto que el trastorno bipolar es episódico por naturaleza y los pacientes pueden experimentar remisión tanto si reciben tratamiento como si no. Por esta razón, ni los pacientes ni los médicos tendrían que esperar un alivio inmediato, aunque la psicosis con manía puede responder rápidamente a antipsicóticos y la depresión bipolar se puede aliviar rápidamente con terapia electroconvulsiva. Muchos doctores hacen hincapié en que los pacientes no deberían esperar una estabilización completa hasta después de al menos 3-4 semanas (algunos antidepresivos, por ejemplo, necesitan entre 4 y 6 semanas para hacer efecto) y no deberían abandonar la medicación prematuramente, ni deberían discontinuar la medicación con la desaparición de los síntomas puesto que la depresión podría volver.
Uno de los principales problemas está en aceptar la medicación, puesto que algunas personas a medida que entran en manía pierden la percepción de estar enfermos y por ello discontinúan el tratamiento. Los pacientes también suelen cesar de tomar la medicación cuando los síntomas desaparecen, pensando erróneamente que están "curados", mientras que otros disfrutan con los efectos de la hipomanía no medicada.
La depresión no remite instantáneamente cuando se retoma la medicación y típicamente lleva más de 6 semanas la mejoría. La manía puede desaparecer lentamente o puede transformarse en depresión.
Otras razones que llevan a las personas a discontinuar la medicación son los efectos secundarios, el coste del tratamiento y el estigma de tener un trastorno psiquiátrico. En un número relativamente pequeño de casos estipulados por la ley (depende de lugares, pero suele estar en los ordenamientos jurídicos, solo cuando el paciente significa una amenaza para sí mismo o para los demás), los pacientes que no están de acuerdo con su diagnóstico psiquiátrico y el tratamiento pueden ser forzados legalmente a recibir tratamiento sin su consentimiento.

### Sales de litio
El tratamiento del trastorno bipolar con sales de litio fue descubierto por el Dr. John Cade, un psiquiatra australiano, quien lo publicó en un artículo sobre el uso del litio en 1949.
Las sales de litio han sido usadas desde hace mucho tiempo como tratamiento de primera línea en el trastorno bipolar. Antiguamente, los médicos enviaban a los pacientes con enfermedades mentales a beber de "fuentes alcalinas" como tratamiento. Aún sin saberlo estaban en realidad prescribiendo litio, que estaba presente en altas concentraciones en esas aguas. El efecto terapéutico parecía deberse por completo al ion de litio, Li+.
Las dos sales de litio que se usan en la terapia del trastorno bipolar son, principalmente el carbonato de litio y en otras ocasiones el carbonato ácido de litio. Su uso fue aprobado por la FDA en 1970, siendo un estabilizante del estado de ánimo para muchas personas con este trastorno. También se ha comprobado que reduce el riesgo de suicidio. Aunque el litio es uno de los estabilizantes del estado de ánimo más eficaces, produce muchos efectos secundarios similares a los que experimentan los que ingieren demasiada sal de mesa, como elevación de la presión sanguínea, retención de agua y estreñimiento. Se precisan análisis de sangre regulares cuando se está tomando litio para determinar los niveles correctos ya que el litio tiene una ventana terapéutica estrecha: la dosis terapéutica está próxima a la dosis tóxica.
Se cree que el tratamiento por sales de litio funciona así: algunos síntomas del trastorno bipolar parece que se deben a la enzima inositol monofosfatasa (IMPasa), una enzima que escinde el inositol monofosfato en inositol libre y fosfato. Está implicado en la transducción de señales y se cree que crea un desequilibrio en los neurotransmisores de los pacientes de trastorno bipolar. Se piensa que el ion litio produce un efecto estabilizante inhibiendo la IMPasa por sustitución de uno de los dos iones magnesio que están normalmente en el lugar activo de la IMPasa, disminuyendo su velocidad catalítica.
El orotato de litio se usa como tratamiento alternativo al carbonato de litio por algunos afectados, principalmente porque está disponible sin prescripción facultativa. Se vende en ocasiones como "litio orgánico" en herboristerias, así como bajo muchas marcas comerciales. Parece que existen pocas pruebas en ensayos clínicos sobre su uso en comparación con el carbonato de litio. Los pacientes se quejan de que es mucho más débil que el carbonato de litio, y por tanto, menos eficaz.

### Antipsicóticos atípicos
Los nuevos antipsicóticos atípicos como la risperidona, quetiapina y olanzapina se usan en ocasiones en pacientes en episodios maníacos agudos porque estas medicaciones tienen una acción rápida de inhibición psicomotriz, que puede salvar la vida de en el caso de un paciente violento o psicótico. En este caso, en situaciones de emergencia la elección consistiría en formas de administración parenteral o desintegración oral (en particular laminillas desintegrables de Zydis). Estos fármacos también se pueden usar como medicación adjunta al litio o anticonvulsivos en un trastorno bipolar refractario a la terapia y en la prevención de una recaída en episodios maniacos (aunque no existe evidencia clínica proveniente de estudios no patrocinados por la industria farmacéutica que apoye este criterio).
A la luz de la reciente evidencia, la olanzapina (Zyprexa) ha sido aprobado por la FDA como monoterapia eficaz de mantenimiento para el trastorno bipolar. En un ensayo comparativo directo (head-to-head) y aleatorizado realizado en 2005 se ha demostrado que la monoterapia con olanzapina es tan eficaz y segura como el litio en cuanto a profilaxis. Eli Lilly también ofrece Symbyax, una combinación de olanzapina y fluoxetina. Desafortunadamente estos resultados no han sido replicados en estudios no patrocinados por la industria farmacéutica, y la olanzapina posee el riesgo de inducir síndrome dismetabólico, con el consecuente riesgo de obesidad, diabetes, y aumento de la mortalidad por problemas cardiovasculares.
La ziprasidona (Geodon) y el aripiprazol (Abilify) también se muestran prometedores según Gary Sachs M.D. del programa Clínico y de Investigación sobre el trastorno bipolar del Hospital General de Harvard, Massachusetts.
La Lurasidona ha sido aprobada por FDA como monoterapia o terapia coadyuvante con Litio o Valproato en el tratamiento del episodio depresivo. Por su mecanismo de acción sobre los receptores M1 y H1, Lurasidona no produce somnolencia, mínimos cambios en el peso corporal como así también mínimos efectos adversos sobre el perfil metabólico del paciente.

### Nuevos tratamientos
El modafinilo (Provigil) y el pramipexol (Mirapex) parecen opciones prometedoras en el tratamiento del deterioro cognitivo relacionado con el trastorno bipolar. Además, también se ha visto que puede ser eficaz el riluzol, un tratamiento para la esclerosis lateral amiotrófica.
Durante los últimos meses de 2003, investigaciones en el Hospital McLean (Massachusetts) encontraron evidencias tentativas de mejoras de estados de ánimo, durante un tratamiento de resonancia magnética nuclear (EP-MRSI), y se han realizado diversos intentos para poder aplicar dicho método y evaluar como un posible tratamiento.
La NIMH ha iniciado un estudio a gran escala, alrededor de 20 sitios en los EE. UU, para determinar la estrategia más efectiva de tratamiento para personas con trastorno bipolar. Este estudio, llamado Systematic Treatment Enhancement Program for Bipolar Disorder —Programa sistemático de tratamiento para la mejora del trastorno bipolar — (STEP-BD), seguirá en pacientes y documentará sus tratamientos durante una época de 5 a 8 años. Para mayor información visitar la página de Clinical Trials del sitio de Internet de NIMH.
Investigaciones farmacéuticas extensivas pueden ser vistas en ClinicalTrials.gov Los estudios han demostrado Omega 3 a ser útil en Depresión Bipolar.
Terapia génica y nanotecnología son dos áreas que están en desarrollo.
Vemos que la piedra angular del tratamiento es, sin lugar a dudas, el manejo farmacológico. Sin embargo, y dada la complejidad de este trastorno, la gente que lo padece también recurre a diferentes prácticas de atención, entre las cuales destacan acciones de autocuidado y formas alternativas de atención<Vargas-Huicochea & Berenzon-Gorn, 2013> , las cuales no sustituyen las intervenciones médicos psiquiátricas, pero es importante reconocerlas pues son parte de las opciones terapéuticas que cada sujeto despliega con la intención de disminuir el sufrimiento que genera esta entidad.
En los últimos años han aparecido nuevas miradas terapéuticas que, si bien reconocen la utilidad de la farmacología en un estado inicial del diagnóstico, proponen un Plan de Vida al paciente para que no solo conviva mejor con su padecer sino que, con el tiempo, remita. Esta es, por ejemplo, la propuesta desarrollada por el psicólogo clínico argentino Dr. Eduardo Horacio Grecco quien considera, desde su propia experiencia personal como bipolar él mismo y como terapeuta, que la bipolaridad es un conjunto de dones creativos sofocados o mal encaminados y que han desembocado en los síntomas ya descritos y conocidos de esta oscilación emocional extrema. Grecco propone un camino terapéutico basado esencialmente en tres ejes: cambio de hábitos y, por tanto, de creencias, apertura a vínculos relacionales nutricios y compromiso del paciente con sus habilidades creativas y el ejercicio físico. La Red Bipolar

## El ritmo circadiano: nuevos estudios
Estudios recientes han relacionado el trastorno bipolar (y otros trastornos como la depresión clínica y el Trastorno afectivo estacional) con desórdenes del Ritmo circadiano (conocido como el reloj biológico). Inicialmente se creía que los trastornos de sueño que ocurren en una persona bipolar (como por ejemplo sueño escaso durante episodios maníacos) eran síntomas del desorden bipolar mismo, pero nuevos estudios revelan que dichos trastornos son a su vez causa y síntoma de un episodio maníaco, esto hace que el afectado entre en un círculo vicioso que puede empeorar su situación: el escaso sueño lo lleva a episodios maníacos que producen a su vez menos sueño.
Un estudio realizado a mediados de la década de 1990 en una persona bipolar de ciclo rápido (rapid cycling) llegó a la conclusión de que exponiendo al paciente a ciclos regulares de luz y oscuridad puede detener un episodio maníaco, incluso, curarlo del todo. Se cree que la persona mejora debido a que su ritmo circadiano es vuelto a un "ritmo normal" con las terapias de oscuridad que recibe.
Algunos científicos sostienen que algunas personas (tal vez los posibles bipolares) poseen un ritmo circadiano muy inestable que puede entrar en caos al exponerse a luz artificial durante las noches, la luz artificial (específicamente la llamada luz azul) hace que receptores en los ojos comuniquen al reloj biológico que aún es de día (cuando en realidad ya es de noche), esto hace que el cuerpo pierda su ritmo y malinterprete la luz artificial como un zeitgeber natural, disparando episodios maníacos a los pocos días.
Se recomienda mantener una buena y constante higiene del sueño y reducir (o si es posible, evitar) la exposición a luz artificial durante las noches, esto podría ayudar a controlar episodios maníacos o incluso mejorar al paciente.

## Creatividad
El trastorno bipolar es uno de los principales trastornos mentales que se dice inspiran la creatividad. En su libro Touched with Fire, la psicóloga clínica estadounidense Kay Redfield Jamison escribió que el 38 % de los escritores y poetas habían sido tratados por un tipo de trastorno del estado de ánimo y que prácticamente todos los escritores y artistas creativos (89 %) habían experimentado «intensos, altamente productivos, y episodios creativos». Estos se caracterizaron por «incrementos pronunciados en el entusiasmo, la energía, la autoconfianza, la velocidad de asociación mental, la fluidez del pensamiento y el estado de ánimo elevado». El artista neerlandés Vincent van Gogh es ampliamente teorizado por haber sufrido un trastorno bipolar. Otras personas creativas notables con trastorno bipolar son Carrie Fisher, Demi Lovato, Stephen Fry, Mariah Carey, Catherine Zeta-Jones, Jean-Claude Van Damme, Ronald Braunstein, Patty Duke, Virginia Woolf, Winston Churchill, Kurt Cobain, Sinnead O'Connor y Daniel Johnston, entre otros.
Además, científicos británicos dicen tener evidencia clara de una relación entre el trastorno bipolar y la inteligencia, según lo publicado en la revista británica de psiquiatría (British Journal of Psychiatry). Muchos neurocientíficos ven la causa de ello en el gen DARPP-32, gen que al presentar una variante particular aumenta el coeficiente intelectual y la memoria, pero que a la vez predispone al individuo a desarrollar trastornos mentales.

### Sobre el trastorno bipolar pediátrico
- FAEDDA, GL y AUSTIN, NB: Parenting a bipolar children, New Harbinger Publications, 1.ª edición, noviembre de 2006. ISBN 1-57224-423-2
- PAPOLOS, D y PAPOLOS, J: The Bipolar Child: The Definitive and Reassuring Guide to Childhood's Most Misunderstood Disorder, Broadway, septiembre de 2002. ISBN 0-7679-1285-3
- GREENSPAN, SI y GLOVINSKY, I: Bipolar Patterns in Children: New Perspectives on Developmental Pathways and a Comprehensive Approach to Prevention and Treatment ICDL, noviembre de 2002 ISBN 0-9728925-4-0